# Salbertrand
Salbertrand – miejscowość i gmina we Włoszech, w regionie Piemont, w prowincji Turyn.
Według danych na rok 2004 gminę zamieszkiwało 461 osób, 11,5 os./km².